# Catechismus (1550)
Katekizem (latinsko Catechismus), ki ga je Primož Trubar izdal pod psevdonimom "ilirski domoljub" (Philopatridus Illyricus), je prva slovenska tiskana knjiga. 260 strani dolgo delo (244 strani je numeriranih) je nastalo v Rothenburgu ob Tauberi, leta 1550 pa je brez imena in letnice izšlo pri tiskarju Petru Frentzu v mestu Schwäbisch Hall.
V tem delu je svoje rojake prvič v zgodovini imenoval Slovenci in slovenščino utemeljil kot knjižni jezik – slovenskemu narodu je dal jezik, ki je ustrezal potrebam vseh slojev, od preprostih kmetov do plemstva in duhovščine. Delo ima versko vsebino, saj je Primož Trubar istega leta izdal še Abecednik, ki je bil pripomoček za branje Katekizma.

## Trubarjev teološki jezik
Trubar je začetnik teologije v slovenščini. Svoj teološki jezik je oblikoval že v Trstu, kjer je pridigal tudi v slovenščini, v Ljubljani pa je moral že imeti izdelan vzorec pridige, o čemer priča v Katekizmu (1550) zapisana priredba Vlačićeve pridige De Vocabulo Fidei.